# Tsarat de Polònia
El Tsarat de Polònia (en polonès: Kongresówka, Polònia del Congrés) o Regne de Polònia (en polonès: Królestwo Polskie. i en rus: Царство Польское, Tsárstva Pólskaye), també coneguda com la Polònia russa, va ser un estat, successor en gran part del Gran Ducat de Varsòvia després de la caiguda de Napoleó Bonaparte. Va ser creat al Congrés de Viena 1815 quan els vencedors de la «Santa Aliança» van compartir Polònia entre ells. El ducat de Poznań i la Prússia occidental van anar a Prússia, Galítsia va anar a l'Impreri Austrohongarés i Cracòvia va esdevenir ciutat lliure. Hi coexistien contrades de llengua polonesa, lituana, belarussa, rutena i ucraïnesa.
Formava una unió personal entre aquesta part de Polònia i l'Imperi Rus. Nicolau I de Rússia va limitar les llibertats vigents que estaven protegides per la monarquia constitucional de la Polònia del Congré provocant la revolta polonesa del 1830 començada el novembre d'aquell any. Durant la sublevació polonesa fins i tot el Parlament polonès deposà Nicolau com a Rei del país. En tot cas, el Tsar rus reaccionà enviant l'exèrcit encapçalat per Ivan Paskevich i reprimí ferotgement la revolta acabant finalment el 1831 a la que li seguí una forta repressió: es derogava la Constitució polonesa, es perseguia el catòlics i Polònia es convertí en una província més de l'Imperi Rus amb el nom de Terra del Vístula, en rus Privislinsky krai (Привислинский край). Al llarg del segle la vinculació del Tsarat amb l'Imperi va augmentar gradualment fins que el 1867, després dels aixecaments polonesos, que havien començat el 1863, va ser annexionat com una part més d'aquell imperi.

El 1915, en el marc de la Primera Guerra Mundial i durant l'ocupació alemanya i austrohongaresa, el Tsarat serà substituït per una Regència del Regne de Polònia.
El territori del Tsarat correspon als voivodats de Lublin, Łódź, Masovia, Podlàsia i Świętokrzyskie i la Regió de Kalisz.

Al Tsarat hi van néixer Marie Curie (nom de naixement Maria Skłodowska) i Frederic Chopin.

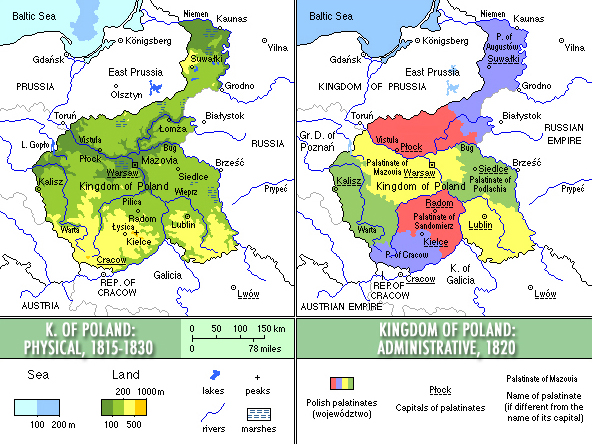
Regne de Polònia, 1815-1830

## Nom
Encara que el nom oficial de l'estat era el de Regne de Polònia, molt sovint s'utilitzava el de «Polònia del Congrés» per tal de distingir-lo dels altres regnes de Polònia.